# Cinta Laura
Cinta Laura Kiehl (Quakenbrück, 17 augustus 1993), beter bekend als Cinta Laura, is een Duits-Indonesisch actrice, electropopzangeres en model.

## Carrière
Haar carrière begon in 2007 met de televisieserie Cinderella (Apakah Cinta Hanyalah Mimpi?). Zij speelde ook in de film Oh Baby uit 2008.
In 2009 bracht zij haar eerste single uit, getiteld Cinta atau Uang, en ook haar eerste album Cinta Laura. In 2011 zong zij samen met de Australische zanger Guy Sebastian het lied Who's That Girl.

## Films
- Oh Baby (2008)
- Seleb Kota Jogja (SKJ) (2010)
- The Philosophers (After the Dark) (2013)
- DramaDrama (AllForOneMedia AFOM) 2019

## Televisieprogramma's
- Cinderella (Apakah Cinta Hanyalah Mimpi?)
- Cinta
- I Love You
- Upik Abu dan Laura
- Air Mata Cinta
- Yuk kita sahur

## Discografie

### Albums
- Cinta Laura (2010)
- Hollywood Dreams (2012)

### Singles
- Cinta Atau Uang (2009)
- Oh Baby (2009)
- Shoot Me (2010)
- Guardian Angel (2010)
- Tulalit (2012)